# Rabiàa Tlili
Rabiàa Tlili est une actrice franco-tunisienne née à Kasserine, également metteuse en scène.

## Biographie
Titulaire d'une maîtrise de l'Institut supérieur d'art dramatique de Tunis et d'un master à l'université Sorbonne Nouvelle - Paris 3 en théâtre sous la direction d'Evelyne Ertel, elle a suivi une formation au Théâtre du Jour de Pierre Debauche à Agen (2004-2006), et vit à Paris depuis 2006.

## Filmographie

### Cinéma

#### Courts métrages
- 2009 : Le Fond du puits, court métrage de Moez Ben Hassen[2]
- 2010 : J't'emmerde, d'Alex Millepat

#### Longs métrages
- 2011 : Ali is good for Jesus, Christophe Karabache
- 2013 : Affreux, Cupides et Stupides d'Ibrahim Letaïef
- 2014 : United Passions : La Légende du football de Frédéric Auburtin
- 2015 : Certifiée halal de Mahmoud Zemmouri (rôle de Safia)

## Théâtre
- 1996 : Ivresse d'Abdallah Ichaoui, comédienne
- 2003 : Noé de Fathi Akkari, comédienne et assistante à la mise en scène
- 2003 : Discours de l'âme de Lotfi Dziri, comédienne
- 2004 : Tassfiyett (Éliminatoire) de Fathi Akkari, comédienne
- 2004 : Horra (Libre) de Fathi Akkari, comédienne
- 2004 : Médée d'Euripide, comédienne et metteuse en scène, Théâtre de l'Institut supérieur d'art dramatique de Tunis
- 2006 : Les Troyennes d'Euripide, mise en scène de Robert Angebau, comédienne
- 2009 : Les Bonnes de Jean Genet, mise en scène de Bernard Benech, comédienne
- 2010 : Rien qu'une autre année de Mahmoud Darwich, mise en scène David Belmondo, comédienne
- 2014 : Médée Materiau de Heiner Müller[3], comédienne, mise en scène avec Romain Martin, à l'Espace Scribe L'Harmattan
- 2014 : Antigone de Jean Cocteau[4], mise en scène de Joseph Morana
- 2014 : Ma bonne étoile a perdu le Nord de Patrick Hernandez[5], comédienne
- 2016 : L'Avare de Molière, mise en scène de Sissia Bussy, comédienne (rôle d'Élise)
- 2016 : Le Malade imaginaire de Molière, mise en scène de Sissia Bussy, comédienne (rôle d'Angélique)
- 2016 : Médée Materiau de Heiner Müller[6], mise en scène de Rabiàa Tlili, comédienne (rôle de Médée), musique originale de Vincent Cespedes
- 2019: Hernani de Victor Hugo, mise en scène de Sissia Buggy, comédienne (rôle Donà Sol)
- 2020: Bérénice de Racine, mise en scène d'Emile Azzi, comédienne (rôle Bérénice)
- 2021: L'Avare de Molière, comédienne (rôle Elise et Marianne)
- 2022: Le malade imaginaire remonté par Joseph Morana, comédienne(rôle Angélique).